# دهستان شربیان
شهر شربیان یکی از شهر های شهرستان سرآب در استان آذربایجان شرقی ایران است. بر اساس سرشماری سال ۱۳۸۵، جمعیت این شهر ۴٬۳۷۸ نفر (۱٬۰۰۵ خانوار) بوده‌است. دهستان شربیان در بخش مهربان جای دارد.
روستاهای مسکونی آن از این قرارند:
- خاکی
- ایوق
- اسماعیل‌آباد
- سرچشمه
- برنج‌آباد
- دهدولان
- کهدلان
- عباس‌آباد
- لنجوان